# 王应睐
王应睐（1907年11月13日—2001年5月5日），福建金门人，中国近代生物化学家。其主要研究酶化学和营养代谢，并对维生素、血红蛋白、琥珀酸脱氢酶进行了深入研究。此外，王应睐成功地组织、领导了人工合成结晶牛胰岛素和酵母丙氨酸转移核糖核酸这两项重大的科研工作，并培养了多名生物化学家，其因此被普遍认为是中国生物化学的主要奠基人与中国分子生物学的先驱。许多科学家与媒体，包括杨振宁和阿尔内·蒂塞利乌斯，都认为王应睐的科研成果值得提名诺贝尔奖，他本人也于1973年获得诺贝尔化学奖提名（提名者为新加坡化学家F·H·C·Kelly），是最早以中华人民共和国公民身份获得诺贝尔奖提名的人。

## 生平

### 早年生平

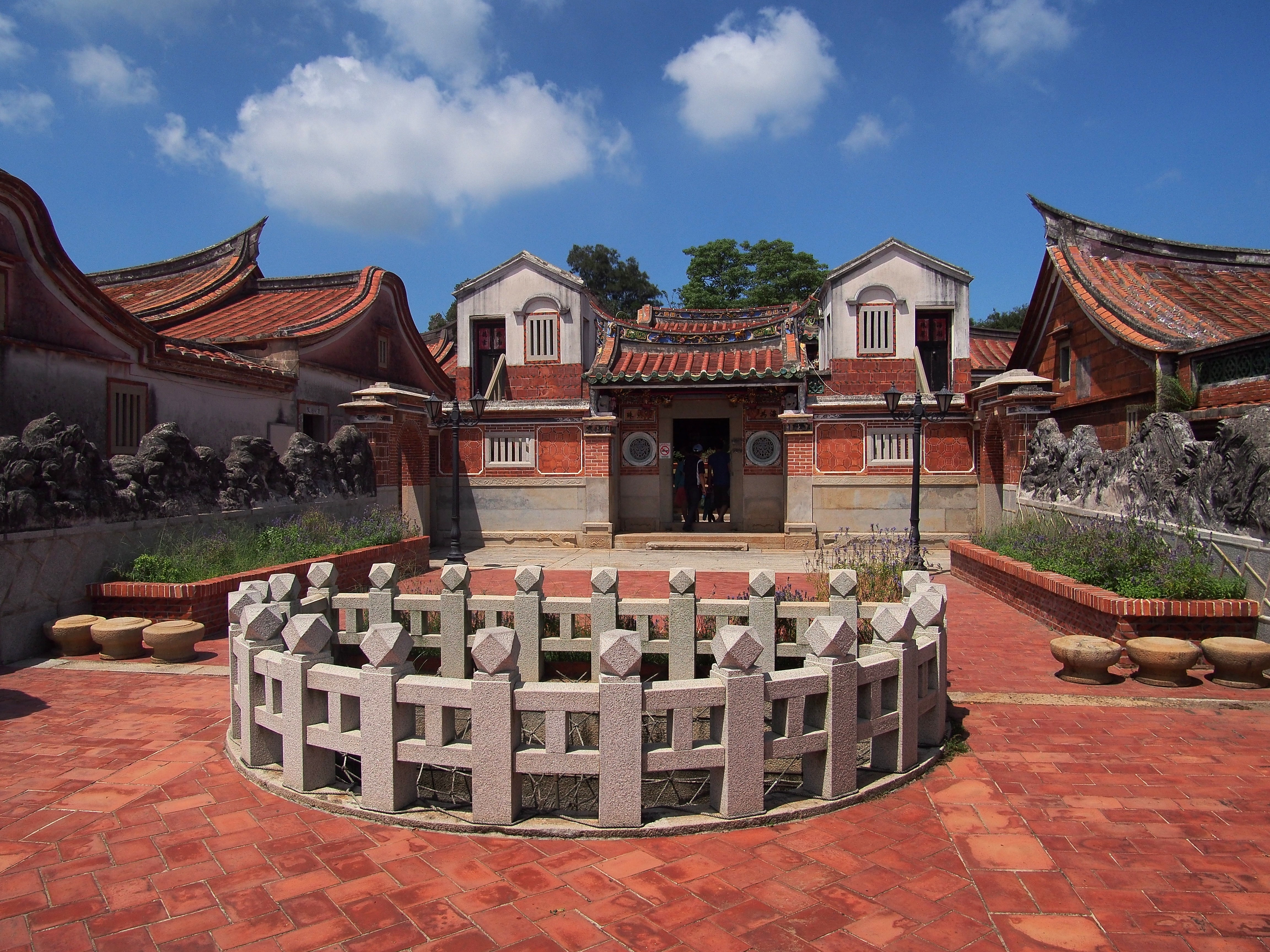
王应睐居住的“中堡”是山后社聚落的一部分，也是“山后王氏”的居住地；“中堡”的住宅现已开辟为金门民俗文化村，而图中建筑则为王应睐就读的私塾“海珠堂”

1907年11月13日，王应睐生于福建省金门岛山后社中堡的华侨家庭。其父王敬川在日本神户的“复兴号”（王國珍创办的海外贸易商号）任职，时常前往中国的大连、营口等地经商，后于王应睐2岁时病逝；其母也在王应睐6岁时病逝，自幼没有父母的王应睐只得靠亲族抚养成人。4岁时，王应睐进入村办私塾（海珠堂）就读，随后又在11岁时随二哥王应瞻到鼓浪屿的英华书院求学，培养了体育与文学的爱好。1925年，由于王应睐仅用6年半时间便读完9年的课程，年仅17岁的他提前毕业，入读福建协和大学。大学一年级时，王应睐逐渐对化学感兴趣，但协和大学的化学课程太少，于是他查遍了中国各地的大学章程，最终选定了“课程内容最充实”的金陵大学。1926年，王应睐转入金陵大学学习工业化学，并于1929年毕业，获得大学颁发的“金钥匙”奖。大学毕业后，王应睐留校当化学助教，协助教授有机化学、普通化学、物理化学三个科目。
一年半后，因工作过忙，王应睐于1931年患上肺结核，只能遵医嘱前往北平的西山休养。1933年，王应睐被金陵大学派往燕京大学的研究生院进修化学，研究氯仿、甲苯对蛋白酶的作用与豆浆与牛奶的消化率比较等。1934年，他再度病倒、休养2年。在近5年的修养中，王应睐广泛地阅读结核病相关的书籍，并思考如何解决结核病普遍流行的严重卫生问题。他发现：当时的结核病没有特效药，只能靠休养与充分的营养治疗，而广大贫苦的劳动群众没有能力以上述手段进行治疗，死亡率也很高。由于自己是结核病患者，再加上对穷人“一人得病，全家遭殃，悲惨情况，难以描述”的怜悯，王应睐决心放弃工业化学，改写生物化学，并借助进修的机会学习生物化学与营养学。

### 转向与留学

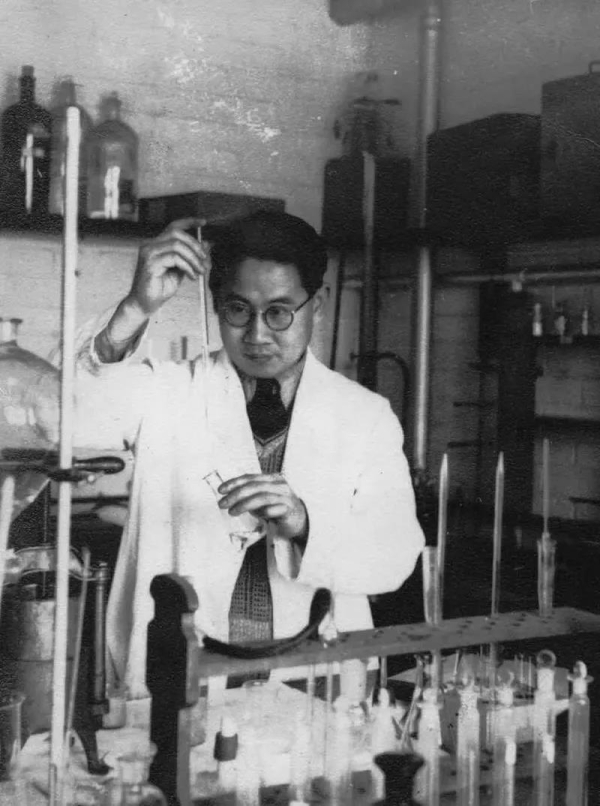
做实验的王应睐（摄于1940年代初）

1935年，刚痊愈的王应睐接受金陵大学的聘请，以讲师身份回南京，参与由金陵大学、李斯德医学研究所联合组织的“淳化镇营养调查计划”，负责食物营养成分的全面分析研究。1937年中国抗日战争全面爆发后，金陵大学准备内迁，并劝身体不好的王应睐回鼓浪屿休息，直至学校搬定为止。1938年春，中英庚款留英考试恢复，并首次设有一个偏重营养学的生物化学名额。专业对口的王应睐前往上海考试，很快便被录取，前往剑桥大学攻读博士研究生，并在著名营养学家L·J·哈里斯的指导下，于MRC邓恩人类营养实验室专攻维生素研究。
虽然维生素研究是1930年代的热门研究方向，但王应睐的实验室条件并不算好，缺乏離心機、光度机这类精密仪器。在2年的时间内，王应睐使用最基础的化学方法，提出了4种不同的水溶性维生素微量测定法。其中，他的維生素B1的硫色素荧光测定法能够简便地检测維生素B1的含量，但因太过简单而广遭权威质疑。为此，英国医学研究委员会维生素小组专门组织一场对比测试，让剑桥大学的王应睐与牛津大学的彼德斯教授实验室分别使用各自的方法测定維生素B1。最终，王应睐的测定方法因成本低、准确率高而获得英国医学研究委员会的赞赏，该方法也被第二次世界大战期间的英国用于营养测定工作。
学习期间，王应睐把很多时间花在踢足球与学英语上，并练得流畅的英式英语。期间，王应睐也与李约瑟有所交往，并令其意识到中华文明在人类科技史的地位之重，由此开始撰写《中国科学技术史》。1941年，由于发布了多篇以维生素研究为主题的论文，王应睐得以在未经答辯的情况下被剑桥大学授予博士学位，成为了第一位在剑桥大学获得博士学位的中国留学生。
获得博士学位后，王应睐准备回国，但受珍珠港事件影响，欧洲与远东之间交通阻断，因而王应睐成为英国医学研究委员会的特别资助研究员，继续留在剑桥大学做科研。他与Thomas Moore在《Biochem》上发表“维生素A过多症”一文，率先发现过量的纯维生素A具有毒性。此外，出于自我提升的需要，王应睐参与了生物化学系的高级生化训练班，进一步地学习生物化学知识。1943年，王应睐师从细胞色素的发现者戴维·凯林，在莫尔蒂诺寄生虫学研究所研究豆科根瘤、马肚寄生虫血红蛋白与酶。期间，王应睐通过完整的实验，在国际上率先证明豆科植物的根瘤中含有豆血红蛋白，促进了学者们对豆血红蛋白在根瘤固氮中作用的深入研究。王应睐还将马蝇蛆的血红蛋白提纯、结晶，并通过对该蛋白的研究，阐明了在不同生活条件下血红蛋白的性质及功能的关系。
据王恩多院士回忆：戴维·凯林曾要求他的学生刨开马胃，从中挑拣出一定量的寄生虫，并从对其背部的“红线”进行分离，以提取血红蛋白进行研究。然而，其他学生都因为工作量大且味道难闻而拒绝这一课题，而王应睐则知难而上，接受这一课题，并凭此在《Nature》期刊发布论文。

### 回国与留守
1945年第二次世界大战结束后，王应睐谢绝了凯林教授的挽留，决心报效祖国。应国立中央大学医学院邀请，王应睐经印度乘船回到中国，担任该学院的生物化学科教授。尽管这里的实验条件较差，但王应睐仍未放弃对维生素和代谢的研究，且带出了彭加木、陈春明、丁光生等著名学者。1948年，应林可勝、冯德培的邀请，王应睐作为研究员加入上海的中央研究院医学研究所筹备处，与彭加木、胡旭初、陈善明等人一同工作。中国人民解放军第三野战军攻克上海后，只吃大白菜、大米与豆腐的士兵们普遍出现舌头糜烂与下身瘙痒、溃烂的症状。为此，上海警备区邀请王应睐与侯祥川前去会诊。很快，这些士兵就被确诊为维生素B2缺乏症，而王应睐则为他们提出有效的維生素B2补充措施，解决了士兵缺乏营养的问题。
1950年，中央研究院医学研究所筹备处改为中国科学院生理生化研究所，王应睐出任副所长，领导生物化学研究。同年，王应睐观察到：鼠肝组织中琥珀酸脱氢酶活力与核黄素的摄取量密切相关。为了深入研究这个问题，王应睐决定对琥珀酸脱氢酶进行提纯。然而，琥珀酸脱氢酶与具有磷脂双分子层结构的线粒体膜结合紧密，难以溶解。由此，王应睐与邹承鲁、汪静英一同探索出“正丁醇抽提法”，成功地溶解了琥珀酸脱氢酶，进而通过分离、纯化，获得高纯度的水溶性琥珀酸脱氢酶。这一纯化方法经修改后，至今仍被世界各地的实验室所采用。
之后，王应睐等人又对琥珀酸脱氢酶的性质进行深入研究，并证明其为含有黄素腺嘌呤二核苷酸（FAD）与非血色素铁蛋白的酶，而酶的蛋白部分与FAD通过共价键结合。由此，人类首次发现了以共价键结合的异咯嗪蛋白质。1955年，王应睐前往布鲁塞尔,参与由國際生物化學聯合會组织的第三次国际生物化学大会，并在会议上宣读了“琥珀酸脱氢酶是黄素蛋白”的发现，引起一定反响。同一时期， Vincent Massey的剑桥大学同事Thomas P. Singer也发现了类似的内容。1978年，由于对琥珀酸脱氢酶的深入研究，王应睐获得了全国科学大会重大科学成果奖。
朝鲜战争期间，中国人民志愿军依赖干粮供给，但后方生产的干粮很快就会变质并散发酸败味。因此，王应睐接到了研究任务，意图解决干粮的脂肪酸氧化问题。不久，王应睐便提出了利用黄豆粗豆油（含天然抗氧化剂）作为油脂来源、控制催化脂肪氧化的铜铁离子含量、采用经防氧化处理的包装纸等策略，解决了干粮的变质问题。
1955年，王应睐成为中国科学院首届学部委员。1956年，王应睐参与制定《1956-1967年科学技术发展远景规划纲要》，提出要发展分子生物学。1958年春，王应睐创办了《生物化学与生物物理学报》，担任主编。同年，王应睐经王芷涯介绍加入中国共产党，并参与筹建中国科学院生物化学研究所，担任所长（该所拆分自生理生化研究所，后改称为中国科学院上海生物化学研究所）。
大跃进与反右运动期间，王应睐领导的琥珀酸脱氢酶研究被迫陷入停顿。但在他的努力下，生化所内部开了讨论会，最终决定投入到人工合成牛胰岛素这一项目中去。

### 培育人才
王应睐认为：酶学、蛋白质、核酸与中间代谢研究是生物化学学科的生长点，而中国生物化学要想全面发展就必须抓牢生长点。因此，在王应睐的组织下，中国科学院生理生化研究所花费了五六年的时间，从英美两国争取了酶学专家邹承鲁（王的同门学弟）、蛋白质专家曹天钦（王的学弟）、维生素专家张友端（王的学妹）、核苷酸代谢专家王德宝与蛋白质化学专家钮经义。这些人连同提前投奔的沈昭文、成功调拨的周光宇，共同形成了中国生物化学领域的人才基础。由于20世纪初期的中国大学没有设立生物化学专业，很多进入生化研究所的年轻学者对生物化学一窍不通。为此，王应睐借鉴了剑桥大学的经验，率人开办“高级生化训练班”。该训练班每隔2-3年举行一次，专门向所内的年轻学者传授理论知识与实验操作。1960年，中国大陆各地的生物化学研究者强烈要求参与“高级生化训练班”，于是王应睐在1961年、1971年、1983年先后开办了面向全国的大型培训班，规模为400-500人。该培训班为中国生物化学界培养了大量教学、科研人才，其中包括 李载平、许根俊、洪国藩、刘新垣等院士。此外，王应睐亦率人创办上海科学技术大学的生物物理化学系（该系别后来演变为上海大学生命科学学院）与复旦大学生物系的生化专业，而生化研究所的科研人员则负责讲授专业课与实验技术指导。

### 促建试剂厂
1958年，人工合成結晶牛胰島素项目启动。而为了解决氨基酸昂贵、匮缺，生化试剂依赖进口的难题，王应睐力促组建东风生化试剂厂，负责合成氨基酸和其它生化试剂。东风生化试剂厂后来陆续向全国各地的学术机构提供了多种生化试剂，有效地促进生物化学研究的发展。对此，在21世纪有观点认为：“如今提倡的产学研结合，早在40多年前，王应睐就在默默地实践着。”

### 科研项目带头人
在王应睐的领导下，中国科学院生物化学研究所人才济济、成果丰硕，其中尤以人工合成结晶牛胰岛素和人工合成酵母丙氨酸转移核糖核酸两大成果最为突出。王应睐是人工合成结晶牛胰岛素的主要组织者，负责制定方案、提出设想、确定分工、召开工作会议等事务。1963年，王应睐担任人工合成胰岛素协作组组长，组织、协调中国科学院有机化学研究所与北京大学同自己领导的中国科学院生物化学研究所合作。1965年，中国科学家完成了世界上首个用人工方法合成具有生物活性的蛋白质——结晶牛胰岛素的壮举。
领导人工合成结晶牛胰岛素期间，王应睐大胆起用了35岁的学弟邹承鲁，并提出4种方案，但由于物资与技术的匮乏，科研进度相当缓慢。为此，王应睐提出了“两头抓”策略：第一，在东风生化试剂厂的基础上，不断发展药物、试剂、培养基与分离分析材料；第二，令科研团队聚焦于一个较有希望的二硫鍵拆合方案。王应睐对二硫键拆合的重视，促使科研团队在2年的时间内攻克了胰岛素A、B链的拆合问题，确定了胰岛素的合成路线。
文化大革命期间，由王应睐、曹天钦、邹承鲁等剑桥大学校友主导的中国科学院上海生物化学研究所被批判为“小剑桥”，而研究所则因为“科研骨干调的调、走的走、死的死”，出现人才断层的情况，科研工作“几乎全部停顿”。工宣队与造反派怀疑王应睐是“两线一会”特务集团的成员；于是在长达2个月的时间里，他被迫与家人分离，并关押进一栋楼房内，学习毛泽东思想。此外，由于王应睐始终认为人工合成胰岛素与核酸工作同毛泽东口中的“生命起源研究”无关，他一度被研究院的领导组织批判，在王应睐的据理力争下，此事最后不了了之。王应睐曾在文革中遭受过隔离审查与数次批斗，并先后被下放到东风生化试剂厂和上海科技五七干校参与劳动。然而，当他收到迫害者的道歉信时，却大度表示：“我都忘记了。” 1986年，在接受《海峡时报》采访时，王应睐就文革对科研工作的影响，不禁感慨到：“我们就像一只老在打盹的兔子，而别人并不是乌龟。” 
1972年后，王应睐参与了人工合成酵母丙氨酸转移核糖核酸的领导工作。起初，他担任沪区协作组组长；1977年后，他担任全协作组组长。在王应睐的领导下，总协作组于1978年成立核糖核酸连接酶制备、长片段连接与活力测定三个研究组，加速了科研工作的进度。1981年，中国科学家得到了世界上首个人工合成的转移核糖核酸。

### 晚年生涯

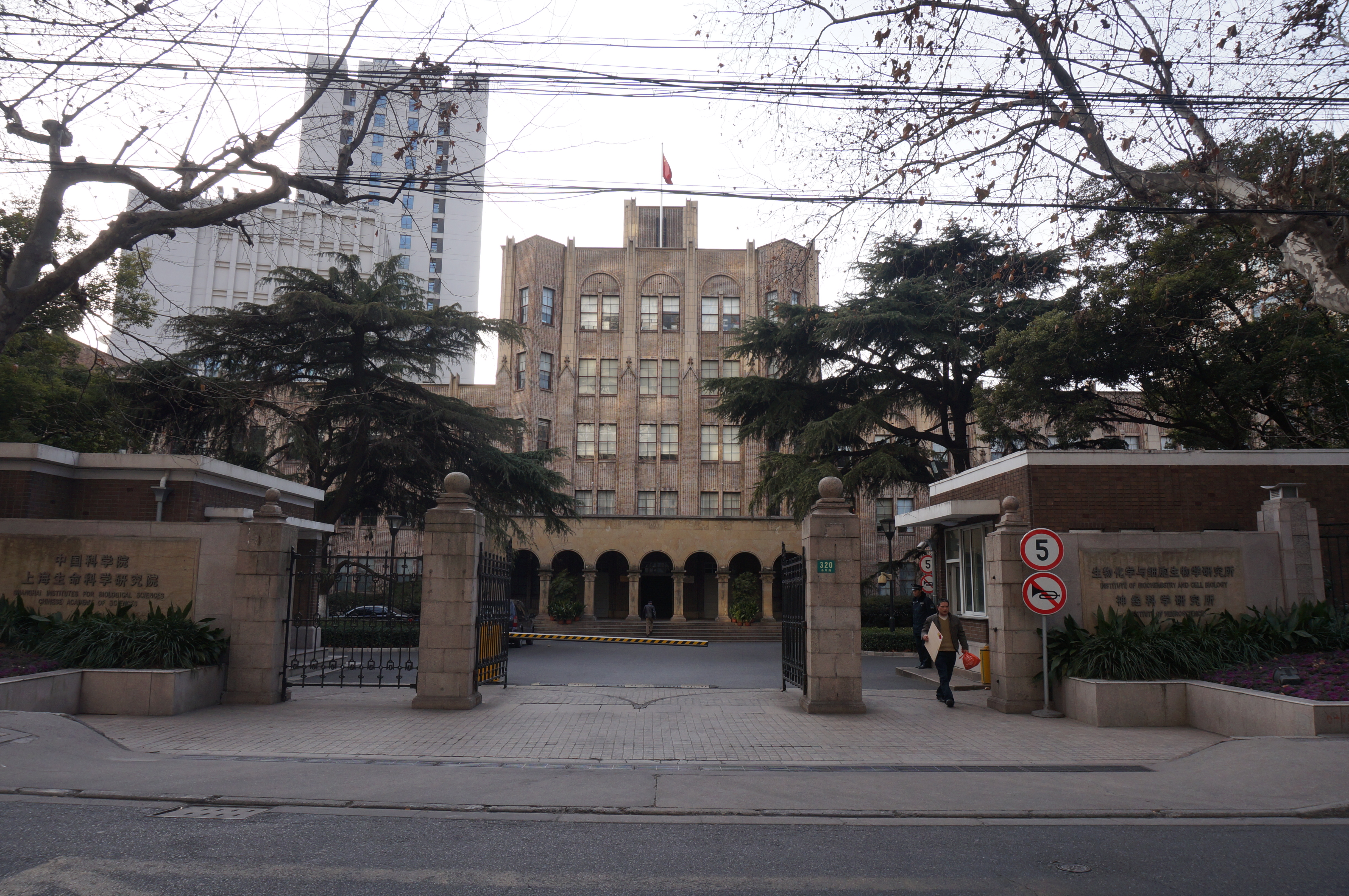
岳阳路320号是中国科学院上海生命科学研究院的所在地，也是王应睐的工作场所

1961年至1966年，王应睐担任上海生化学会理事会主席。1975年，王应睐发起了中国大陆第一个生物工程研究小组。1978年至1984年，王应睐担任中国科学院上海分院与上海科学院的院长。1979年，王应睐参与发起中国生物化学会，并连续担任三届理事长；任内，王应睐率代表团前往加拿大参加国际生化大会，并成功推动中国生物化学会以“China”的名义重返國際生物化學聯合會。1984年后，王应睐转任上海生物化学研究所名誉所长，1987年后，王应睐担任中国生化学会名誉理事长。除此之外，王应睐还出任过《生物化学与生物物理学报》名誉主编、中国科学院上海生物工程基地专家委员会主任、第三、五、六届全国人大代表等职务。
尽管年迈的王应睐在1984年后退居二线，但他在上海生物化学研究所亲自组建了一个课题组，指定该课题组深入研究“氨基酰-tRNA合成酶与tRNA相互作用”，并请自己的学生王恩多主持具体工作。在经费匮乏的情况下，课题组通过化学修饰、基因克隆、限制性酶解等策略，取得一批处于国际先进水平的结果，并在国内外杂志发布相关论文50多篇。其成员也曾被多次邀请在国际会议上作报告。
早在1984年，王应睐便计划在中国组织国际生物化学会议，以便让中国大陆学者能直接同国外学者交流。1987年，由中国生物化学会组织、國際生物化學聯合會与中国科学技术协会赞助的“国际生化会议（IMB）”在北京长城饭店召开，有上千位相关学者（包括三百多位外国学者）出席。而王应睐本人也担任国际生化会议的组委会主席，负责邀请国外科学家（如托马斯·切赫、阿瑟·科恩伯格、拉尔斯·恩斯特等）、确定大会报告人等工作。1987年“国际生化会议”的成功召开，在国际生物化学界反应热烈，促使中国生物化学界的发展更为外界所知。1988年，國際科聯大会在北京召开，而在王应睐的努力下，台湾的中央研究院得以公派3位科学家前往北京与会，完成了两岸关系史无前例的突破。
作为组织人工合成结晶牛胰岛素的学术带头人，王应睐拥有多国的院士称号：1981年，王应睐成为比利时皇家科学文学与美术院外籍院士。1986年12月，王应睐成为匈牙利科学院名誉院士。1988年12月，王应睐成为捷克斯洛伐克科学院外籍院士。
1988年2月，美国佛罗里达州的迈阿密召开生物技术冬季讨论会（Miami Winter Symposium for Biotechnology），而王应睐则被授予首个“特殊成就奖”，以表彰其在“人工合成生物高分子方面”的贡献。在授奖仪式上，会议主席威廉·约瑟夫·惠兰（糖原蛋白的发现者）为王应睐颁发奖盾，上方镌刻着：“王应睐，自1958年至1984年担任中国科学院上海生物化学研究所所长。任职期间，他作为协作组组长完成了两项杰出且具有开创性的成果：一项是1965年人工合成胰岛素；另一项是1981年人工合成酵母丙氨酸转移核糖核酸。”事后，惠兰回忆道：“像保羅·伯格这样杰出的获奖者不胜枚举，但没一个人像王应睐那样当之无愧。”
1989年六四事件爆发后，上海生化所的一部分学者（包括王应睐在内）在生化大楼开会讨论此事，其中有许多学者发表了一些激烈的同情言论。散会后，王应睐将一位同情六四事件的学者叫到办公室，对其告诫道：“1957年（反右运动），许多人不听打招呼，在会上乱讲话，后来戴了帽子，一拖就是二十年，受了很多苦。以后在会议上发言要注意影响，不要讲错话，犯猎误”，而后又将话题转到课题组的科研工作。不过，据时任所长林其谁的回忆，王应睐“立场坚定，旗帜鲜明”的反对六四事件，并在六四清场后亲自给国外科学家写信“说明国内的真实情况，以消除他们的误解”。而据沙叶新回忆，在1989年8月4日的知识分子座谈会中，“老科学家WYL”发表了完全照搬官方报纸词句的表态，令他感到“可笑而可哀”，而江泽民等上海市委领导也对此类表态不感兴趣。
1996年，在获得何梁何利奖后不久，王应睐因摔伤而卧床90多天。病愈后，年逾九旬的王应睐照常去办公室工作，且每天均遵循着8:30-11:30,2:30-5:30的工作时间。即使自己年迈体衰，他也在保姆的护送下通勤，并坚持参加会议、听取工作汇报、查阅文件，撰写信件等工作。2000年11月，王应睐照常前去上班，结果中午便被送到医院，诊断为不稳定型心绞痛。此后，他便长居华东医院，无暇顾及科研工作。据许根俊回忆：王应睐临终前两次召他到病房，意图交待事宜，但他既发不出声音，也拿不稳铅笔，已经无法沟通。2001年5月5日，王应睐逝世，享年93岁。同年7月5日，国际著名期刊《Nature》刊登了由加州大学伯克利分校教授王灵智（“山后王氏”后人）执笔的讣告。而对于当时的《Nature》而言，专文悼念中国人是不多见的。

## 个人生活
王应睐相当注重自己的合理膳食，始终维持规律的生活起居，拥有优越的睡眠质量，且每日均进行户外锻炼，每天都进食水果，晚餐后也坚持外出散步，上述生活习惯被认为是他能够长寿的原因。

### 淡泊名利
1973年与1978年，著名物理学家杨振宁先后提议人工合成結晶牛胰島素参与诺贝尔化学奖的评选，但直到1978年，中华人民共和国方面才开始商议诺贝尔化学奖的提名人选。王应睐作为协作组组长，是人工合成结晶牛胰岛素的代表人物，但他态度坚决地退出了提名名单。之后，王应睐主动放弃了人工合成结晶牛胰岛素与人工合成酵母丙氨酸转移核糖核酸的成果署名权，也未在这两项成果的相关论文上署名。因此，这两个成果虽然获得国家自然科学奖，但王应睐的名字并没有出现在国家自然科学奖的证书上。1996年，王应睐被众多科学家提名为何梁何利基金科学与技术成就奖的候选人，他推辞道：“这都是过去的事情，不必再提了。”后来，当生化所向王应睐通知授奖消息时，他直接问到：“拿奖有什么用啊？”获奖后，王应睐将领到的奖金调拨一部分，用以设立王应睐基金会，奖励优秀的研究生。
据许根俊院士回忆：1980年，罗氏分子生物学研究所的两位院士塞韦罗·奥乔亚与伯纳德·霍雷克打算推荐王应睐为美国国家科学院院士，并通过他连络王应睐。可王应睐却写信回绝了。为此，霍雷克叫他给王应睐打电话，称罗氏分子生物学研究所的4位院士都会支持王应睐。然而，王应睐仍旧表示拒绝，并对许根俊回到：“你不要以为这是该我个人的荣誉，这荣誉是给中国的。美国的科学院院士和其他国家的院士不同，美国的院士每年可以在PNAS上不需审稿地发表几篇文章。我现在已经脱离了第一线研究工作，如果我当选了美国科学院院士，中国的外籍院士不能每年拿出几篇像样的文章来在PNAS上发表，那是在给中国人丢脸。”后来，在1980年代末，哈佛医学院教授Bert L. Vallee又打算推荐王应睐为美国国家科学院院士，结果照常被王应睐拒绝。

### 爱护他人
王应睐经常关照部下的各类小事，诸如帮研究者找助手、解决夫妻异地分居问题、为职工家属寻医问药等。或多或少，王应睐的学生们几乎都受过老师的恩惠。许根俊院士回忆到：“王先生对人的爱护是真正的爱护。他关心你、支持你、也批评你。对于任何人他都敢于批评，即使身份已经很高的人，有不对的地方，他也不客气地指出。许多受过他批评的人，都感激他的真诚帮助，从来没有人因为受过他批评而记恨他。”而张友尚院士则回忆到：“五、六十年代的生化所十分令人怀念。那时，全所不过几十人，好像一个大家庭。王所长是大家尊敬的长者，平易近人，和蔼可亲，上至高研下至工友都一视同仁。在高研的带领下，年轻人很快地成长起来，生化所变成了年轻人向往的研究中心。”
王应睐虽长期处于科研机构的领导岗位，却从未搞过特殊化。他曾经亲自搬运、安装笨重的超速离心机，并亲自向有关人员教授离心机的使用与维护。此外，王应睐长期骑乘自行车通勤，坚决不要专车接送。哪怕王应睐的同事出于安全考虑劝说他不骑自行车，王应睐也将通勤方式改为步行。
对待年轻学者，王应睐毫无门户之见，且是尽力帮护。据邹承鲁回忆：“王先生对每位研究人员都尽量给以帮助，看到他们取得成果，甚至比自己取得成果还要高兴，他从不妒贤忌能，不像现在有些领导，武大郎开店，生怕邀请来的人水平比自己高。”当邹承鲁回国工作的时候，恰有两位大学毕业生被分到生化研究所，而王应睐则将思路拘谨的学生留给自己，将思路活跃，擅于实验的伍钦荣分配给邹承鲁当助手。而在曹天钦回国工作的时候，王应睐更是将自己亲自培养的得力学生彭加木分配给他当助手。待到王德宝回国的时候，王应睐还将自己的学生刘新垣分配给他。对此种行为，许根俊评价道：“以王先生在科学上的天赋和才能，以及对生化发展趋势的正确理解，如果他不将自己培养的优秀学生一个一个地送走，完全可以在学术上取得更突出的成就，但他选择了另外一条途径。”
王应睐对他人均怀有尊重的态度，就连一位开电梯的女工都表示：“所里对我最客气的是王所长，最不客气的是刚刚进所的研究生”。当王应睐晚年的时候，他的身体与听力已经逐渐衰弱，但他仍旧坚持出席研讨会，聆听其他学者的报告。哪怕所内的其他成员劝他回办公室休息，他也以“走了不好”为由，竭力听取报告，以示对其他学者的尊重。

### 恋爱与家庭
在燕京大学进修时，王应睐结识了同校教育系的女学生刘润苓。尽管刘润苓的老师以“肺结核没法治”为由劝说她与王应睐分手，但刘润苓坚持与王应睐交往，而她的陪伴也给病中的王应睐带来莫大的慰藉。二人结婚后，刘润苓极力支持丈夫干事业，并全权包揽家事（尽管她是一位教师，一度还办过幼儿园）。后来，刘润苓患上老年痴呆症，而在1990年的时候，她已经不认得回家的路，会在冬天穿夏天的衣服，甚至大小便失禁。然而王应睐却忍着臭气，坚持与妻子共居一室。1991年底，刘润苓因中风入院，无法与人交谈。然而王应睐却定期看望刘润苓，摸着妻子的手，一言不发地陪坐一两个小时，直至1992年妻子病逝。
王应睐与刘润苓育有长子王家槲、次子王家楠。王家槲是一名高级工程师，于上海大学负责大型仪器设备；王家楠则在上海铁路局当秘书。据王家槲回忆：他小时候对收音机组装感兴趣，但母亲希望自己的孩子能学习钢琴（刘润苓曾在燕京大学举办过个人演奏会）。而父亲便尊重自己的选择权，并带他买收音机零件，给他教授自己在西山休养时学会的无线电知识，令他走上电子技术的学习道路。
王应睐曾将众多年轻人送到国外进修，但他以“英语不好出去做什么？”拒绝了儿子的进修请求。此外，他亦要求自己的儿子们做人正直，并指出“我在的时候，你们不能进科学院系统”。

## 评价
2009年10月30日，中国科学院院长路甬祥发布《在中国科学院建院60周年纪念会上的讲话》，指名道姓地将冯康、王应睐、陈景润三人列为“勇攀世界科技高峰的杰出科学家”，并称他们为“为新中国科技事业做出重大贡献”。这一评价至今仍旧沿用于中国科学院的院况简介中。
王应睐也进入了中国大陆义务教育教材。在使用最广的人教版初中生物课本（七年级下册）第四单元第六章中，专门开设了“王应睐组织我国科学家率先合成结晶牛胰岛素”的专栏，并颂扬“面对功绩和荣誉，作为学术带头人的王应睐，想到的是集体和他人，甚至没有在科研报告中署上自己的名字。虽然如此，王应睐对生物科学的巨大贡献仍是国内外所公认的。”
《Nature》期刊的讣告则将王应睐尊为“首个人工合成胰岛素的科学家”，并称赞其“爱国、谦虚、敬业”。
IUBMB前主席威廉·约瑟夫·惠兰曾作为书记长，在1979年8月参与中国大陆重返IUBMB的谈判。事后，当惠兰回忆起与王应睐交涉的过程时，他评价到：“王应睐是个天生的外交官，他向来十分灵活变通，富有耐心且平易近人。”对于王应睐的科研成果，惠兰则指出：“他的成就足以让西方世界的任何一家实验室引以为傲，但考虑到王应睐及其同事所拥有的匮乏条件，再加上文革的影响，这些成就就显得更加令人惊叹了。”
IUBMB的另一位前主席爱德华·斯莱特早在60多年前，便通过上司的引介学习、运用硫色素荧光测定法，从而与王应睐结缘。后来，他曾数次在国际大会上见到王应睐，并参与中国大陆重返IUBMB的谈判。事后，斯莱特回忆道：“哪怕在多伦多IUB大会召开前的半夜，我们不得不叫醒王应睐，向他询问对台北最新提议的意见，他也始终是彬彬有礼、乐于助人的。对于我们这代人来说，中国的生物化学便等同于王应睐与中国科学院生物化学研究所。”
哈佛医学院教授Bert L. Vallee评价道：“王教授具备了一位有地位、有教养、有外交手腕的绅士所拥有的一切光彩与一切特质。他备受赞扬和尊敬，代表着过去的辉煌历史，也预示着未来的希望。他语言流利，知识渊博，既像英国贵族一样迷人，又像欧洲哲学家一样博学。”
中科院生化与细胞所所长李伯良评价到：“王应睐既是一位卓越的科学家,也是一位出色的科研工作的组织者和领导者。他致力于开创我国的现代生物化学事业,为中国生命科学在世界上赢得一席之地而做出了无可替代的贡献。他不愧为中国杰出的战略科学家和爱国主义者。”
王应睐曾运用自己与马克斯·佩鲁茨的老关系，帮助后来的中科院院士洪国藩成为剑桥大学分子生物学实验室的访问学者。事后，洪国藩回忆道：“他关心许许多多所里的访问学者，为他们的工作和生活排忧解难。王所长爱所如家，关心研究人员如同家人。因此，他的凝聚力非常大。他德高望重，在我心中，他既是位严肃的学者，也是位慈祥的长者。”
台湾国立阳明大学生理学研究所所长潘震澤评价到：“王應睞在這些工作上扮演的都是組織與協調的工作，而非真正動手的科學家。但從他過世後受到同儕與學生的推崇來看，他的領導風格是相當突出的。他在奠定研究基礎上，好比人才的羅致及基本試劑（胺基酸）的製備，居功厥偉。他功成不居，甚至不在正式發表上掛名，這點讓人敬佩。若按歐美學術傳統，實驗室老闆通常是獲得獎項及接受表彰的人；由此觀之，王應睞也當得起人工合成胰島素第一人的頭銜。”

## 纪念
王应睐逝世后，美国德克萨斯大学医学分院开始举办年度的“纪念王应睐教授研讨会”，以怀念王应睐对人类生物科学与医学事业所做出的重大贡献。
2007年11月12日，王应睐院士百年诞辰及纪念铜像揭幕仪式在上海生命科学研究院生化与细胞实验大楼举行，有近300人参加。2010年，詹姆斯·沃森访问上海生科院，并特意向王应睐纪念铜像敬献鲜花。目前，该纪念铜像作为科学家精神基地“人工全合成结晶牛胰岛素综合展厅”的一部分，用以进行意识形态教育。
2023年5月6日，经国际天文学联合会批准，在何梁何利基金评选委员会的推荐下，中国科学院紫金山天文台将小行星355704命名为“王应睐星”，以纪念王应睐卓越的学术贡献。